# موقعیت (فیزیک)
موقعیت (به انگلیسی: Position) همان موضع قرارگیری ذره در فضا است. برای نشان دادن مکان یک ذره عموماً از دستگاه مختصات استفاده می‌شود. در فیزیک کلاسیک مکان و تکانه یک ذره را می‌توان همزمان اندازه گیری کرد. اما در فیزیک کوانتوم طبق اصل عدم قطعیت هایزنبرگ اندازه گیری دقیق مکان و تکانه به صورت هم زمان مقدور نیست.

## منبع
- Quantum Physics of Atoms, Molecules, Solids, Nuclei, and Particles by Robert Eisberg- Wiley press- U.S.A.- 1986